# Eurovision Song Contest 1964
Il nono Gran Premio Eurovisione della Canzone si tenne a Copenaghen (Danimarca) il 21 marzo 1964.
Così come per l'edizione del 1956, nessuna copia dello show è sopravvissuta, tranne per alcuni spezzoni, dove Gigliola Cinquetti riesegue la canzone vincitrice.

## Storia
Nel 1964, la Svezia dovette ritirarsi a causa di uno sciopero degli artisti, ma i paesi partecipanti furono ancora sedici poiché il Portogallo fece il suo debutto al concorso.
Un uomo entrò sulla scena, dopo l'esibizione svizzera, con uno striscione che diceva “Boicotta Franco e Salazar”, all'epoca dittatori di Spagna e in Portogallo. Il regista spostò l'inquadratura sul tabellone del punteggio e l'uomo fu fatto uscire con la forza.
Il sistema di voto fu modificato ancora una volta: l'insieme dei membri di ogni giuria fu ridotto da 20 a 10, con a disposizione 9 punti da assegnare. La canzone che avesse ricevuto la maggior parte dei voti dalla giuria avrebbe avuto 5 punti, la seconda 3 punti e la terza un punto. Nel caso una canzone avesse guadagnato tutti i voti, a questa canzone sarebbero stati assegnati tutti e 9 i punti e se soltanto due canzoni avessero ricevuto tutti i voti alla prima sarebbero stati assegnati 6 punti ed alla seconda 3 punti. Se tre canzoni avessero ricevuto tutti i voti, alla prima sarebbero toccati 5 punti, alla seconda 3 punti ed alla terza 1 punto.
Il Portogallo, la Svizzera, la Germania Ovest e la Jugoslavia non ebbero nessun punto, mentre l'Italia vinse con la sedicenne Gigliola Cinquetti, che conquistò larga fama, cantando Non ho l'età. Altri artisti ben noti furono Hugues Aufray, rappresentante dell Lussemburgo, che si classificò al quarto posto con la canzone Dès que le printemps revient, ed Udo Jürgens, rappresentante dell'Austria, al quinto posto con Warum nur warum?. La Svizzera si presenta, di nuovo, con Anita Traversi che canta, anche stavolta in italiano, il brano I miei pensieri.

## Stati partecipanti

Stati partecipanti
Paesi che hanno partecipato in passato ma non nel 1964

Stati partecipanti
     Paesi che hanno partecipato in passato ma non nel 1964
| Stato                     | Artista             | Brano                                     | Lingua       | Processo di selezione                                                             |
| ------------------------- | ------------------- | ----------------------------------------- | ------------ | --------------------------------------------------------------------------------- |
| Austria                   | Udo Jürgens         | Warum nur, warum?                         | Tedesco      | Interno                                                                           |
| Belgio                    | Robert Cogoi        | Près de ma rivière                        | Francese     | Interno                                                                           |
| Danimarca (organizzatore) | Bjørn Tidmand       | Sangen om dig                             | Danese       | Dansk Melodi Grand Prix 1964, 15 febbraio 1964                                    |
| Finlandia                 | Lasse Mårtenson     | Laiskotellen                              | Finlandese   | Euroviisukarsinta 1964, 15 febbraio 1964                                          |
| Francia                   | Rachel              | Le Chant de Mallory                       | Francese     | Interno                                                                           |
| Germania                  | Nora Nova           | Man gewöhnt sich so schnell an das Schöne | Tedesco      | Ein Lied für Kopenhagen, 11 gennaio 1964                                          |
| Italia                    | Gigliola Cinquetti  | Non ho l'età (per amarti)                 | Italiano     | Festival di Sanremo 1964, 1º febbraio 1964                                        |
| Jugoslavia                | Sabahudin Kurt      | Život je sklopio krug                     | Serbo-croato | Jugovizija 1964, 5 febbraio 1964                                                  |
| Lussemburgo               | Hugues Aufray       | Dès que le printemps revient              | Francese     | Interno                                                                           |
| Norvegia                  | Arne Bendiksen      | Spiral                                    | Norvegese    | Melodi Grand Prix 1964, 15 febbraio 1964                                          |
| Paesi Bassi               | Anneke Grönloh      | Jij bent mijn leven                       | Olandese     | Interno per l'artista; Nationaal Songfestival 1964 per il brano, 24 febbraio 1964 |
| Portogallo                | António Calvário    | Oração                                    | Portoghese   | Festival da Canção 1964, 2 febbraio 1964                                          |
| Principato di Monaco      | Romuald             | Où sont-elles passées                     | Francese     | Interno                                                                           |
| Regno Unito               | Matt Monro          | I Love the Little Things                  | Inglese      | A Song For Europe 1964, 7 febbraio 1964                                           |
| Spagna                    | Tim, Nelly and Tony | Caracola                                  | Spagnolo     | Interno per l'artista; Finale nazionale per il brano, 18 febbraio 1964            |
| Svizzera                  | Anita Traversi      | I miei pensieri                           | Italiano     | Concours Eurovision 1964, febbraio 1964                                           |

## Struttura di voto
Ogni nazione ha dieci giurati e le tre nazioni più votate ottengono rispettivamente cinque, tre e un punto. Se la giuria avesse votato un solo paese, questo avrebbe ottenuto nove punti. Se solo due nazioni fossero state votate, queste avrebbero ottenuto rispettivamente sei e tre punti.

## Orchestra
Diretta dai maestri: Karsten Andersen (Norvegia), Willy Berking (Germania), Michel Colombier (Monaco), Johannes Fehring (Austria), George de Godzinsky (Finlandia), Rafael Ibarbia (Spagna), Jacques Denjean (Lussemburgo), Gianfranco Monaldi (Italia), Kai Mortensen (Danimarca e Portogallo), Fernando Paggi (Svizzera), Franck Pourcel (Francia), Harry Rabinowitz (Regno Unito), Henry Segers (Belgio), Radivoje Spasic (Jugoslavia) e Dolf van der Linden (Paesi Bassi).

## Classifica
| N° | Stato                | Cantante            | Canzone                                   | Punti | Posizione |
| -- | -------------------- | ------------------- | ----------------------------------------- | ----- | --------- |
| 01 | Lussemburgo          | Hugues Aufray       | Des Que Le Printemps Revient              | 14    | 4         |
| 02 | Paesi Bassi          | Anneke Grönloh      | Jij Bent Mijn Leven                       | 2     | 10        |
| 03 | Norvegia             | Arne Bendiksen      | Spiral                                    | 6     | 8         |
| 04 | Danimarca            | Bjørn Tidmand       | Sangen Om Dig                             | 4     | 9         |
| 05 | Finlandia            | Lasse Mårtenson     | Laiskotellen                              | 9     | 7         |
| 06 | Austria              | Udo Jürgens         | Warum Nur, Warum?                         | 11    | 6         |
| 07 | Francia              | Rachel              | Le Chant De Mallory                       | 14    | 4         |
| 08 | Regno Unito          | Matt Monro          | I Love The Little Things                  | 17    | 2         |
| 09 | Germania Ovest       | Nora Nova           | Man Gewöhnt Sich So Schnell An Das Schöne | 0     | 13        |
| 10 | Principato di Monaco | Romuald             | Où Sont-elles Passées?                    | 15    | 3         |
| 11 | Portogallo           | António Calvário    | Oração                                    | 0     | 13        |
| 12 | Italia               | Gigliola Cinquetti  | Non ho l'età (Per amarti)                 | 49    | 1         |
| 13 | Jugoslavia           | Sabahudin Kurt      | Život Je Sklopio Krug                     | 0     | 13        |
| 14 | Svizzera             | Anita Traversi      | I Miei Pensieri                           | 0     | 13        |
| 15 | Belgio               | Robert Cogoi        | Près De Ma Rivière                        | 2     | 10        |
| 16 | Spagna               | Tim, Nelly and Tony | Caracola                                  | 1     | 12        |

5 punti
| N. | A                    | Da                                                                                        |
| -- | -------------------- | ----------------------------------------------------------------------------------------- |
| 8  | Italia               | Austria, Belgio, Finlandia, Jugoslavia, Lussemburgo, Paesi Bassi, Portogallo, Regno Unito |
| 2  | Austria              | Italia, Spagna                                                                            |
| 2  | Regno Unito          | Norvegia, Svizzera                                                                        |
| 1  | Francia              | Principato di Monaco                                                                      |
| 1  | Lussemburgo          | Germania                                                                                  |
| 1  | Principato di Monaco | Francia                                                                                   |
| 1  | Norvegia             | Danimarca                                                                                 |